# Sphodromerus marmaricus
Sphodromerus marmaricus är en insektsart som beskrevs av Capra 1929. Sphodromerus marmaricus ingår i släktet Sphodromerus och familjen gräshoppor. Inga underarter finns listade i Catalogue of Life.